# Polyortha thammiana
Polyortha thammiana es una especie de polilla de la familia Tortricidae. Se encuentra en Perú.